# Conostigmus nigrorufus
Conostigmus nigrorufus är en stekelart som beskrevs av Paul Dessart 1997. Conostigmus nigrorufus ingår i släktet Conostigmus och familjen trefåresteklar. Inga underarter finns listade i Catalogue of Life.